# Souk El Nissa

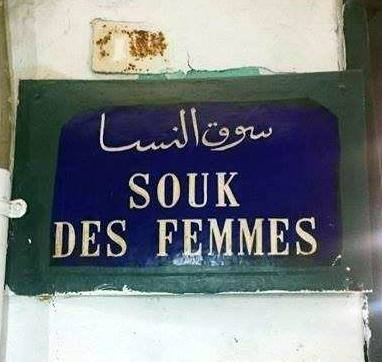
Plaque métallique indiquant le souk El Nissa ou souk des Femmes

Le souk El Nissa (arabe : سوق النساء) ou souk des Femmes est l'un des souks de la médina de Tunis.

## Localisation
Ce souk est situé au cœur de la médina, au sud de la mosquée Zitouna, perpendiculairement au souk de la Laine.

## Histoire
Il a été ainsi nommé parce que les femmes y venaient pour acheter et vendre des produits de l'industrie familiale, comme des dentelles, des vêtements féminins, des voiles, etc.
Cette spécialisation a disparu car beaucoup de vêtements anciens sont tombés en désuétude.